# Saint-Sauves-d'Auvergne
Saint-Sauves-d'Auvergne è un comune francese di 1 189 abitanti situato nel dipartimento del Puy-de-Dôme nella regione dell'Alvernia-Rodano-Alpi.

## Società

### Evoluzione demografica
Abitanti censiti